# Comparsa de Cristianos (Villena)

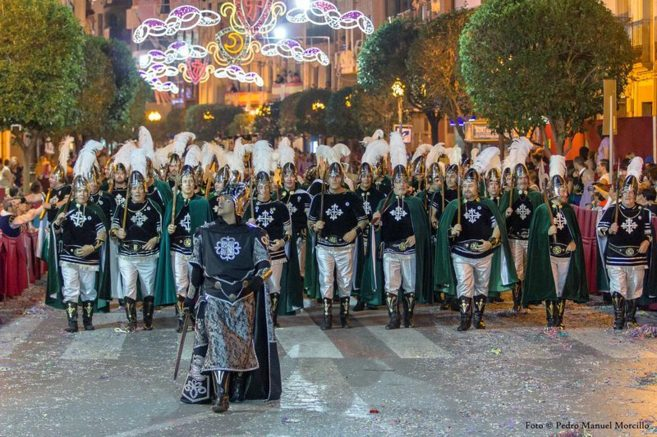
Escuadra de la Comparsa de Cristianos de Villena

La Comparsa de Cristianos, es una de las catorce comparsas participantes de las Fiestas de Moros y Cristianos de la ciudad de Villena (España). Documentada ya en 1843 es además, la comparsa pionera del bando cristiano.

## Historia
La Comparsa de Cristianos es heredera directa de la antigua soldadesca que participaba tanto en las fiestas religiosas como en las civiles desde el siglo XVII. La primera participación documentada en Villena de esta soldadesca se remonta a 1638, acompañando a la patrona local, la Virgen de las Virtudes, en una rogativa a causa de la sequía. Estaba formada por una "compañía de arcabuceros" mandada por un capitán y un alférez nombrados por el Ayuntamiento, cargos que han llegado hasta nuestros días y que son extensibles a todas las comparsas villenenses. Vestían "a la antigua española", pantalón y casaca de terciopelo y capa corta, e iban disparando con los arcabuces por parejas delante de la Patrona en la procesión. Durante el primer tercio del siglo XIX se añade a la fiesta patronal las embajadas y guerrillas, apareciendo una comparsa de moros que se enfrentara a los cristianos convirtiéndose así la soldadesca en la comparsa de Cristianos. La comparsa conservó la posición en el último lugar en la procesión y luego en los demás desfiles para conservar el privilegio de desfilar delante de la Patrona.
En los primeros años del siglo XIX adoptaron el "traje usual de los labradores", igual que hicieron en Caudete y Sax, y sólo en Villena volvieron a recuperar a finales del siglo XIX el traje "a la antigua española", hasta 1964 en que lo sustituyeron por el actual, de estética medieval con casaca de terciopelo negro, pantalones que simulan una cota de mallas, capa larga y casco con pluma blanca. Conservan la costumbre de llevar el arma en el brazo derecho porque así se llevó en el Ejército español hasta 1850. 
El cambio de traje, atrajo a la comparsa a numerosa gente joven, que experimentó un notable aumento de socios, especialmente durante la década de 1970. 
La sede social de la comparsa es la casa natal del compositor villenense Ruperto Chapí.